# Georgia (U-Boot)
Die USS Georgia (SSBN-/SSGN-729) ist ein U-Boot der United States Navy und gehört der Ohio-Klasse an.

## Geschichte
Das Boot wurde 1976 bei Electric Boat in Auftrag gegeben und lief dort 1982 vom Stapel. Die Georgia wurde 1984 in Dienst gestellt, damals noch als SSBN, also für den Einsatz von Interkontinentalraketen (ICBM).
Anfang des 21. Jahrhunderts wurde entschieden, vier Boote der Ohio-Klasse zu SSGN umzurüsten, also für den Abschuss von Marschflugkörpern des Typs Tomahawk. Die Georgia war das vierte dieser Boote. Die Vorbereitungen für den Umbau begann am 7. November 2003, als die Georgia in der Naval Base Kitsap eindockte, um ihre ICBMs entladen zu lassen. Dabei geschah bei der sechzehnten Rakete ein Unfall. Nachdem eine Leiter in den Schacht herabgelassen und der Kran an der Rakete befestigt wurde, machte die Crew eine Pause und vergaß nach der Wiederkehr, die Leiter zu entfernen. Als die Rakete dann angehoben wurde, schnitt die metallene Leiter ein 229 Millimeter langes Loch in die Nase der Rakete. Nach dem Unfall wurden drei Soldaten der Strategic Weapons Facility Pacific vor ein Kriegsgericht gestellt und die Anlage sofort geschlossen. Erst nach einer Überprüfung am 9. Januar 2004 wurde sie wieder geöffnet.
Im März 2005 dockte die Georgia schließlich in der Norfolk Naval Shipyard ein, um die Umrüstung zu beginnen. Am 29. November verließ sie die Werft für Erprobungsfahrten. Am 28. März kehrte das Boot zur Flotte zurück, wird aber zwischen Sommer 2008 und Anfang 2009 noch einmal modernisiert werden.